# Tijana Matić
Tijana Matić (Servisch: Тијана Матић) (Pančevo, 22 februari 1996) is een voetbalster uit Servië.
Ze speelt voor FK Rjazan, dat uitkomt in de Russische vrouwenvoetbalcompetitie Supreme Division Women.
Ook speelt ze voor het Servisch voetbalelftal.

## Statistieken
| Seizoen | Club   | Land    | Competitie | Wedstrijden | Doelpunten |
| ------- | ------ | ------- | ---------- | ----------- | ---------- |
| 2020/21 | Ryazan | Rusland | SDW        | 1           | 0          |
| Totaal  | Totaal | Totaal  | Totaal     | --          | --         |

Laatste update: april 2021

## Interlands
In de UEFA Women's Champions League 2019/20 speelde Matić voor Spartak Subotica.
In de kwalificatie voor het EK 2022 scoorde Matić in de wedstrijd tegen Kazachstan.